# Раде (Штајнбург)
Раде (њем. Rade) општина је у њемачкој савезној држави Шлезвиг-Холштајн. Једно је од 112 општинских средишта округа Штајнбург. Према процјени из 2010. у општини је живјело 90 становника. Посједује регионалну шифру (AGS) 1061089.

## Географски и демографски подаци
Раде се налази у савезној држави Шлезвиг-Холштајн у округу Штајнбург. Општина се налази на надморској висини од 6 метара. Површина општине износи 3,9 km². У самом мјесту је, према процјени из 2010. године, живјело 90 становника. Просјечна густина становништва износи 23 становника/km².